# Coupe du monde des clubs de handball 2002
Navigation
Édition 1997 Édition 2007
La Coupe du monde des clubs de handball 2002 est la deuxième édition de la Coupe du monde des clubs de handball organisée par la Fédération internationale de handball. Elle se déroule du 3 au 9 juin 2002 à Doha, au Qatar pour la première fois.
Cette édition est organisée sous forme de mini-championnat entre cinq équipes, soit quatre matchs par équipe et dix au total. Elle s’est achevée sur la victoire surprise de l’hôte de la compétition, Al Sadd Doha, champion d’Asie, devant le champion d'Europe, le SC Magdebourg.

## Participants
| Club                    | Pays      | Confédération | Titre                                      |
| ----------------------- | --------- | ------------- | ------------------------------------------ |
| SC Magdebourg           | Allemagne | EHF           | Vainqueur de la Ligue des champions        |
| ADC Metodista São Paulo | Brésil    | PATHF         | Représentant de l'Amérique                 |
| Al-Sadd SC              | Qatar     | AHF           | Hôte / Vainqueur de la Ligue des champions |
| FAP Yaoundé             | Cameroun  | CAHB          | Vainqueur Supercoupe d'Afrique             |
| Al-Salmiya SC           | Koweït    | AHF           | Finaliste de la Ligue des champions        |

## Résultats et classement
|   | Équipe                  | Pts | J | G | N | P | Bp  | Bc  | Diff |
| - | ----------------------- | --- | - | - | - | - | --- | --- | ---- |
| 1 | Al-Sadd SC              | 8   | 4 | 4 | 0 | 0 | 140 | 96  | 44   |
| 2 | SC Magdebourg           | 6   | 4 | 3 | 0 | 1 | 143 | 121 | 22   |
| 3 | ADC Metodista São Paulo | 4   | 4 | 2 | 0 | 2 | 110 | 116 | -6   |
| 4 | FAP Yaoundé             | 1   | 4 | 0 | 1 | 3 | 105 | 132 | -27  |
| 5 | Al-Salmiya SC           | 1   | 4 | 0 | 1 | 3 | 108 | 141 | -33  |

| Équipe 1                | Score   | Équipe 2                |
| ----------------------- | ------- | ----------------------- |
| Al-Sadd SC              | 39 – 22 | FAP Yaoundé             |
| ADC Metodista São Paulo | 35 – 26 | Al-Salmiya SC           |
| Al-Salmiya SC           | 31 – 31 | FAP Yaoundé             |
| SC Magdebourg           | 32 – 35 | Al-Sadd SC              |
| Al-Sadd SC              | 30 – 19 | ADC Metodista São Paulo |
| FAP Yaoundé             | 29 – 35 | SC Magdebourg           |
| ADC Metodista São Paulo | 27 – 23 | FAP Yaoundé             |
| Al-Salmiya SC           | 28 – 39 | SC Magdebourg           |
| SC Magdebourg           | 37 – 29 | ADC Metodista São Paulo |
| Al-Salmiya SC           | 23 – 36 | Al-Sadd SC              |